# Miracanthops
Miracanthops es un género de la familia Acanthopidae. Este género de mantis del orden Mantodea,  tiene 3 especies reconocidas.

## Especies
- Miracanthops essejja (Rivera, 2005)
- Miracanthops lombardoi (Roy, 2004)
- Miracanthops poulaini (Roy, 2004)